# Токарев, Сергей Фёдорович
Сергей Фёдорович Токарев (19 сентября 1904 года, Тулун, Иркутская губерния, Российская Империя — 22 июля 1969 года, Москва, СССР) — советский военачальник, генерал-майор (01.09.1943, 28.8.1953).

## Биография
До службы в армии Токарев был ремонтным рабочим на станции Тулун Забайкальской ж. д..

### Военная служба
15 ноября 1921 года добровольно поступил курсантом в 9-ю Иркутскую пехотную школу комсостава, по ее окончании в сентябре 1923 года удостоен звания красный командир и назначен в 14-й стрелковый полк 5-й стрелковой дивизии ЗапВО г. Полоцк. В этом полку прослужил 6 лет, занимал должности командира отделения, взвода полковой школы и начальника пешей разведки, стрелкового взвода, роты, врид командира батальона, врид начальника команды одногодичников. В апреле 1925 года одновременно окончил курс по химическому делу при Полоцких гарнизонных курсах комсостава. Член ВКП(б) с 1927 года. В августе 1929 года переведен в 15-й стрелковый полк этой же дивизии на должность начальника и политрука полковой школы.
В январе 1931 года зачислен слушателем инженерного факультета Военно-технической академии РККА им. Ф. Э. Дзержинского. В мае 1932 года на базе факультета была сформирована Военно-инженерная академия РККА, а Токарев зачислен на 2-й курс командно-инженерного факультета. 1 мая 1934 года окончил академию по 1-му разряду и был назначен дивизионным инженером 51-й стрелковой Перекопской им. Моссовета дивизии УВО (с 17 мая 1935 г. — в составе КВО). В июле 1937 года переведен на ту же должность в 87-ю стрелковую дивизию этого же округа в м. Белокоровичи. С сентября проходил службу в штабе ПриВО в должности начальника строительного отдела. В июне 1938 года вновь переведен в КОВО и назначен начальником инженеров 97-й стрелковой дивизии (г. Жмеринка). С декабря 1938 года и. д. начальника отдела инженерных войск Винницкой армейской группы.
В сентябре 1939 года в этой же в составе 6-й армии Украинского фронта (сформирована на базе группы) принимал участие в походе Красной армии на Западную Украину. В ноябре 1939 года майор Токарев был назначен заместителем начальника инженерных войск и начальником 1-го отделения отдела инженерных войск ОдВО. Летом 1940 года в составе 9-й армии, сформированной на базе войск округа, участвовал в походе Красной армии в Бессарабию. С октября 1940 года проходил обучение в Академии Генштаба РККА.

#### Великая Отечественная война
В начале войны подполковник Токарев 16 сентября 1941 года окончил академию и в составе группы генерала армии К. А. Мерецкова убыл на Карельский фронт. По прибытии назначен начальником инженерной службы Южной оперативной группы 7-й отдельной армии. С 18 октября 1941 года вступил в командование 67-й стрелковой дивизией этой же армии. Сформировал ее в районе города Лодейное Поле Ленинградской области за счет отошедших частей после боев в Восточной Карелии и занимавших оборону на реке Свирь подразделений 719-го мотоциклетного полка, 452-го мотострелкового полка, батальона 367-й стрелковой дивизии и 3-го медико-санитарного батальона 3-й дивизии народного ополчения Ленинградской армии народного ополчения. С 24 октября дивизия заняла оборону по левому берегу р. Свирь на рубеже г. Лодейное Поле — Кирпичный завод (протяжением по фронту 56 км). В этом районе она находилась до февраля 1944 года, активных боевых действий не вела, отражала действия диверсионных групп противника, занималась строительством оборонительных сооружений. В конце февраля 1944 года дивизия была переброшена в район юго-восточнее озера Каменное в 70 км западнее г. Кандалакша, где вошла в подчинение 19-й армии Карельского фронта. В течение двух недель она находилась в резерве армии, затем была выдвинута в район гора Пограничная с целью последующего наступления и охвата фланга обороняющегося противника. Ввиду отмены этой частной наступательной операции дивизия вновь была выведена в резерв армии, где находилась до сентября 1944 года. В сентябре она получила задачу: действуя в ударной группе 19-й армии, совершить глубокий обход фланга противника и, выйдя ему в тыл, отрезать пути отхода. Этот марш (около 50 км) проходил при полном отсутствии дорог и по труднопроходимой горно-лесистоболотистой местности. По выполнении этой задачи эта частная наступательная операция была отменена. 19 сентября 1944 года генерал-майор Токарев был отозван в ГУК НКО и назначен помощником председателя Союзной контрольной комиссии в Финляндии.

#### Послевоенная карьера
После войны в той же должности. С декабря 1947 года генерал-майор Токарев состоял в распоряжении ГРУ Генштаба ВС ССР, затем в январе 1948 года был назначен военным атташе при миссии СССР в Финляндии.
В 1950 года арестован органами МГБ и до августа 1953 года находился в заключении. 12 апреля 1952 года лишен воинского звания генерал-майор. Постановлением Совета министров СССР от 15 августа 1953 года полностью реабилитирован и освобожден из мест заключения. Приказом МО СССР от 28 августа 1953 года восстановлен в воинском звании и в кадрах Вооруженных сил СССР. 9 декабря того же года уволен в запас по болезни.
Умер в Москве в 1969 году. Похоронен на Головинском кладбище.

## Награды
- орден Ленина (30.04.1947)[3]
- пять орденов Красного Знамени (22.02.1943[4], 19.09.1944[5], 03.11.1944[3], 13.09.1945[6], 03.11.1953[3])
- орден Отечественной войны I степени (25.11.1947)[7]
  - Медали, в том числе:
  - «За оборону Ленинграда»
  - «За оборону Советского Заполярья» (01.03.1945)
  - «За победу над Германией в Великой Отечественной войне 1941—1945 гг.»